# Markenhof

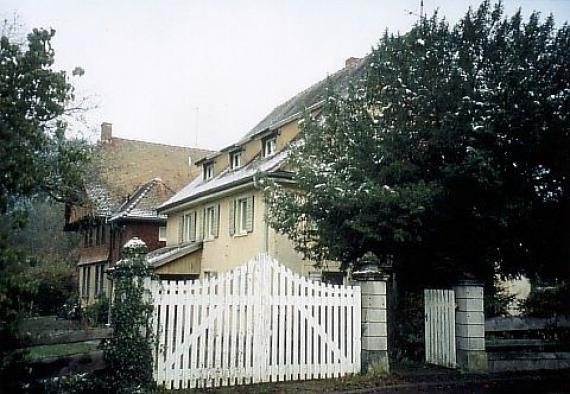
Ehemaliges Hachschara-Zentrum Markenhof bei Kirchzarten (Oktober 2004; Alemannia Judaica, J. Krüger, CC-by-SA 4.0)

Der Markenhof ist ein landwirtschaftliches Anwesen in Kirchzarten, einer Gemeinde im Südschwarzwald im Landkreis Breisgau-Hochschwarzwald in Baden-Württemberg.

## Historie des Markenhofs
Eine erste urkundliche Erwähnung eines Hofes, aus dem später der Markenhof wurde, stammt aus dem Jahr 1397. Dieser Hof im Dreisamtal befand sich damals im Besitz des Klosters St. Märgen. Im Jahr 1462 verkaufte das Kloster den Bauernhof an die Stadt Freiburg, der in den Folgejahren von mehreren Besitzern bewirtschaftet wurde.
Um 1648 kommt der Hof in den Besitz von Mathias Markh, nachdem der Markenhof vermutlich benannt wurde. Der Hof wechselt in der Folgezeit zwischen verschiedenen Besitzern aus der Familie Markh und brannte 1760, jetzt im Besitz von einem Simon Markh, ab. Dieser baute den Hof wieder auf und war zugleich der letzte Besitzer, der den Namen Markh trug. Der Hof ging nämlich in den Besitz seiner Tochter Maria über, die einen Michel Gremmelsbacher heiratete. Nachkommen aus dieser Familie bewirtschafteten dann den Hof, der am 22. Januar 1795 erneut abbrannte, wobei „eine alte Weibsperson“ in den Flammen umkam. Beim nachfolgenden Wiederaufbau entstand das Hofgebäude gemäß den damaligen Vorschriften, nach denen bei Neubauten von Schwarzwaldhäusern mindestens der Sockel aus Stein sein müsse.
Über das weitere Schicksal des Hofes scheint Heimatforscher Motsch nichts herausgefunden zu haben, und auf den Erwerb des Hofes durch einen jüdischen Fabrikanten im Jahre 1919 einzugehen, war 1937 offensichtlich nicht opportun. „Nach mehrmaligem Besitzerwechsel im vorigen und im jetzigen Jahrhundert befand sich zuletzt auf dem Markenhof eine Bauernhochschule, die seit einiger Zeit von einer Abteilung des weiblichen Arbeitsdienstes abgelöst wurde.“ Böcker erwähnt noch eine Familie von Wolgau, die 1909 in die gräfliche Familie Kageneck eingeheiratet und den Hof bis 1919 besessen habe.
Es handelte sich hierbei um den russischstämmigen, in St. Petersburg geborenen Adligen Dr. Max von Wogau, der mit seiner Familie im Juli 1909 ins Dreisamtal zog und im selben Jahr sowohl den Markenhof als auch den tiefer gelegenen Müllerbauernhof in unmittelbarer Nachbarschaft am Wagensteigbach kaufte. Von Wogau verband beide Höfe zu einem Komplex, der bis heute als zusammenhängender Besitz vereint geblieben ist. Im Zuge umfangreicher Umbau- und Sanierungsarbeiten wurde die große Scheune des Markenhofs abgerissen und ein großer Park mit Rosen und Kieswegen angelegt. Das Wohngebäude wurde grundsaniert und erhielt unter anderem einen Telefonanschluss. Zusätzlich ließ von Wogau zahlreiche An- und Umbauarbeiten vornehmen, so wurde zum Beispiel der Schweinestall neu bedacht, mit Wasserleitungen versehen und zur Gesindestube umgewidmet. Hinzu kamen ein neuer Eingangsbau und etwas abseits ein geräumiger Getreideschuppen. Diese Veränderungen führten zu einem neuen, aristokratisch-repräsentativen Aussehen, das die bäuerliche Herkunft des Markenhofs kaum noch erkennen ließ. 

## Vom Markenhof zum Kibbuz Beit Zera

### Jüdisches Lehrgut Markenhof

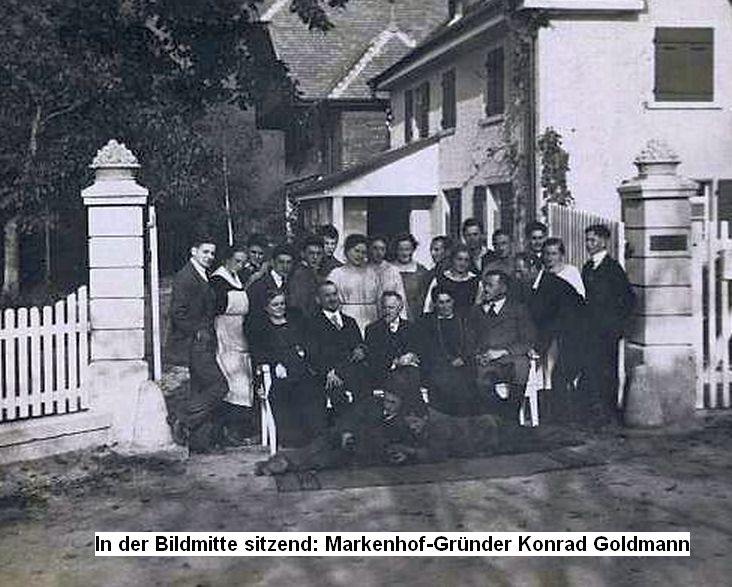
Markenhof-Gründer Konrad Goldmann (sitzend in der Bildmitte) im Kreis einer Hachschara-Gruppe (vermutlich 1921)

Im Januar 1919 wurde der Markenhof an den jüdischen Besitzer der Freiburger Draht- und Kabelwerke und Vorsitzenden des "Jüdischen Landwirtschaftsverbands 'Der Pflug(Hamachreschah)' Konrad Goldmann aus Freiburg verkauft. Unter der Leitung von Alexander Moch aus Schwanau-Nonnenweier und Ausbildungsleiter Siegmund Seligmann wurde eine Landwirtschaft betrieben, die als Hachscharah, das heißt der Vorbereitung auf die Alija (Auswanderung) nach Palästina diente. Das Lehrgut, zu dem nach Ernst Fraenkel auch ein kleines Weingut am Kaiserstuhl gehörte, gilt als erste kibbuzartige Einrichtung deutscher Juden beziehungsweise erste Hachschara-Einrichtung. In den sechs Jahren ihres Bestehens (bis 1925) erhielten hier etwa 300 Absolventen eine ein- bis zweijährige Ausbildung. Nach der Webseite des Kibbuz Beit Zera (Beth Sera) standen viele von ihnen dem jüdischen Wanderbund Blau-Weiß nahe. Etwas differenzierter beschreibt Ruben Frankenstein die Zusammensetzung der Markenhof-Eleven: „Die Eleven kamen größtenteils aus bürgerlichen Elternhäusern, waren entweder Abiturienten oder Jungakademiker aus dem süddeutschen Raum, aus Berlin und Köln, aber auch aus Litauen, Galizien, Rußland, Tschechoslowakei und der Bukowina. Darunter waren sowohl Mitglieder des jüdischen Wanderbundes „Blau-Weiß“ als auch von „Jung Juda“, jenem radikalen Berliner Kreis um Gerhard Scholem.“ Bei Scholem selber hieß es in seinem 1977 erstmals veröffentlichten Buch Von Berlin nach Jerusalem über seine Freunde aus dem Jung-Juda:

„Die meisten von uns sind Anfang der zwanziger Jahre nach Israel gegangen, gingen noch in Deutschland auf landwirtschaftliche Vorbereitung, vor allem auf dem Markenhof bei Freiburg i. Br., einem Gut, dessen jüdischer Besitzer der Berufsumschichtung, die die Zionisten propagierten, mit Sympathie gegenüberstand. Sie bildeten später den Gründungskern des nach schweren Jahren blühenden Kibbuz Bet-Sera im Jordantal, mit dessen Mitgliedern ich jahrelang, mit manchen bis heute, in enger Verbindung blieb.“

Im Dezember 1920 erschien in der Zeitung Blau-Weiss-Blätter des Blau-Weiß ein Artikel, der Einblicke in die noch neue Einrichtung Jüdisches Lehrgut Markenhof vermittelt. Die „Waschräume […] mit fließendem Wasser, Duschen so sauber wie in einem Krankenhaus“ werden da ebenso bewundert wie „ein Ziergarten, einfach zum Spazierengehen“. Dem folgt ein Blick auf die eigentliche Bestimmung des Hofes:

„Klein- und Großviehställe, Futterscheune, die große Erntescheune, dann eine eigene Elektrizitätskraftanlage, die Kraft und Licht liefert, alles sieht sehr sorgfältig aus. Das sind reine Zweckbauten, aber verständnisvoll angeordnet und praktisch, und darum auch im Anblick schön. Es wird auch schon wieder gebaut auf dem Markenhof. Ein neues Stallgebäude für Federvieh, eine Haushaltungsschule. Es steckt Leben und Unternehmungsgeist darin. […] Das was den Markenhof in landwirtschaftlichen Dingen über andere jüdische Lehrgüter hinaushebt, ist die klare Richtung auf Ausbildung in den landwirtschaftlichen Zweigen Palästinas angenäherten Kulturarten.“

Was der Besucher bemängelt, ist der aus seiner Sicht noch fehlende Gemeinschaftsgeist der auf dem Markenhof lebenden und arbeitenden Praktikanten und Praktikantinnen. Ihm erscheint deren Zusammensetzung zu unspezifisch, eingestellt nur, weil die Arbeit drängt, nicht aber nach übergeordneten Kriterien. Rosolio fehlte einer, „der als, unbestrittener Führer das Ganze in der Hand hat. So hat sich eben nicht der gemeinsame Geist entwickelt, der die erste Vorbedingung für freudige und gute Arbeit ebenso wie für den wahren Genuß der Arbeitsruhe ist.“ Gleichwohl bemerkt er im Hinblick auf früher schlechtere Zustände: „Das Verhältnis der Praktikanten zum Inspektor ist, im Gegensatz zu den früheren, nun überwundenen Stadien des Markenhofes, ein solches, das sich auf engste Zusammenarbeit, menschliches Vertrauen, aber auch Gefühl für Disziplin und für die Unterordnung unter den erfahreneren, verantwortlichen Leiter gründet.“ Sein Fazit:

„Der Markenhof ist als zionistisches Lehrgut zweifellos das aussichtsreichste, das wir gegenwärtig haben. Es hat den ungeheuren Vorteil vor andern, daß der ganze landwirtschaftliche Betrieb zuverlässig und für unsere Ausbildung auf das beste geeignet ist. Was zum Teil noch fehlt, sind die Menschen, die durch ihre Arbeit, ihr ganzes Zusammenleben dort den Geist hervorbringen, der für uns ein ganz wesentliches Moment der Palästinaerziehung darstellt. Diese Menschen dorthin zu bringen, auch unsere Menschen alle soweit zu bringen, dass jeder von ihnen ein zuverlässiges Gemeinschaftsglied an der Stelle ist, wo er gerade steht, das ist unsere Aufgabe. Hier darf und soll uns keiner helfen. Und die schönsten und besten Boden- und Klimaverhältnisse, die sichersten Vorbedingungen bedeuten nichts für unsere Ausbildung, wenn wir nicht von vornherein die Qualitäten mitbringen, die uns zur Erziehung zu wahren Palästinapionieren reif machen.“

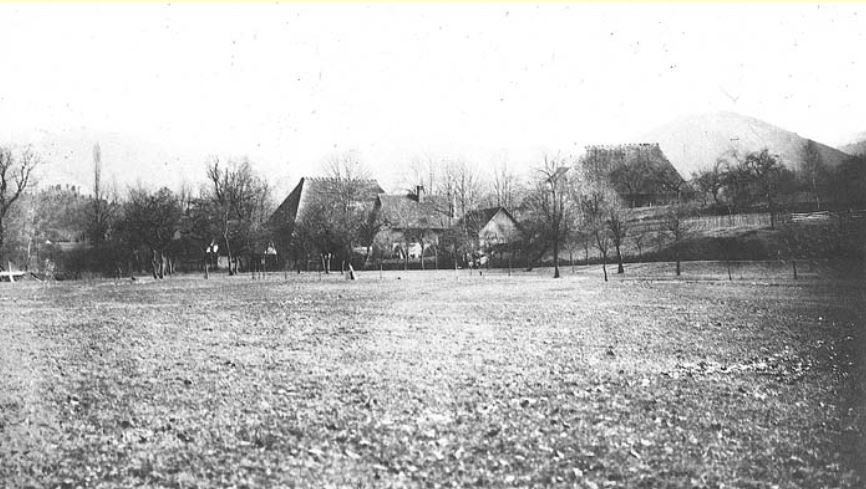
Die landschaftliche Einbettung des Markenhofs
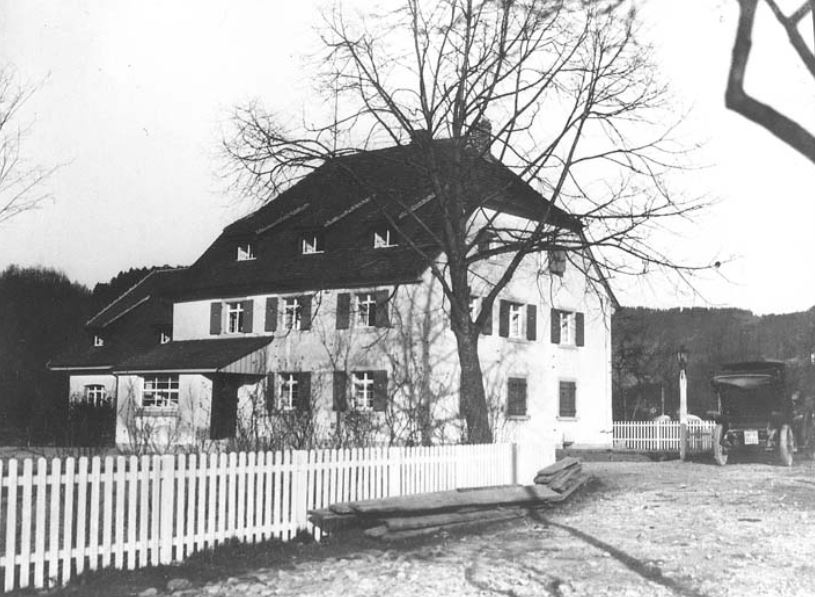
Historische Nahaufnahme des Martkenhofs
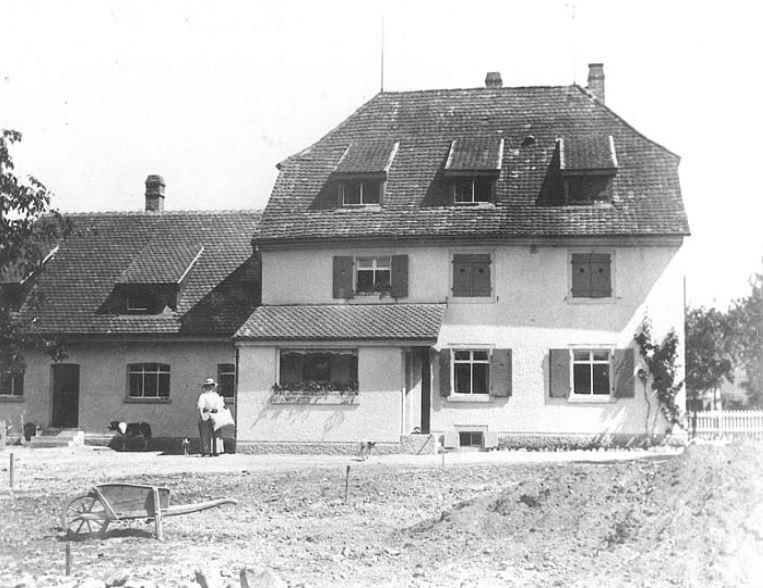
Historische Nahaufnahme des Martkenhofs
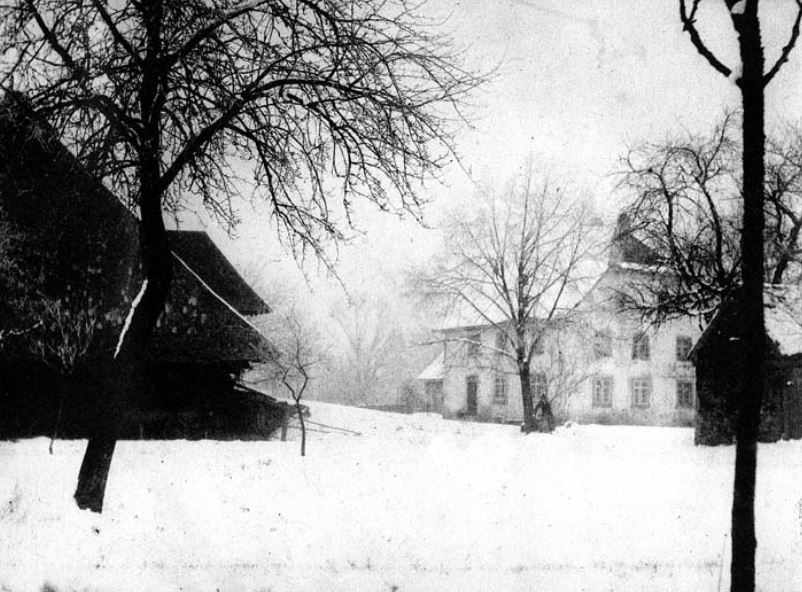
Historische Nahaufnahme: Winter auf dem Martkenhof

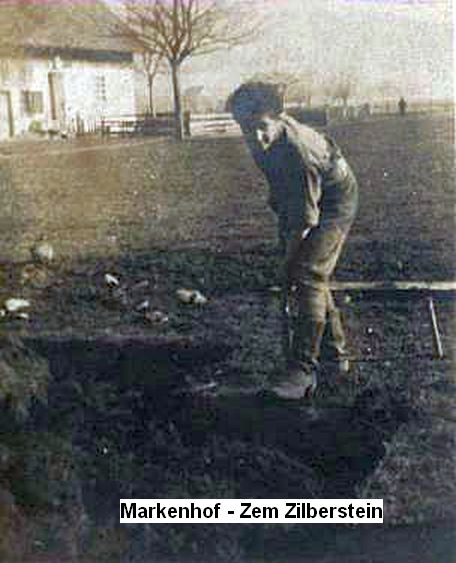
Ein Hachschara-Jugendlicher bei der Landarbeit (1920/1921)
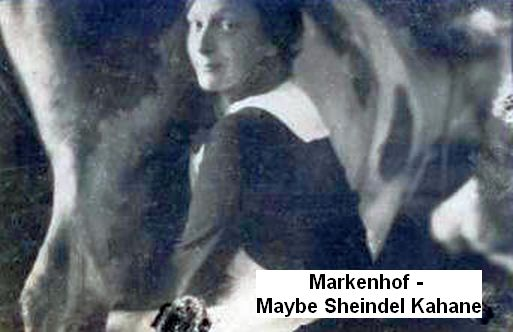
Ein Hachschara-Jugendliche beim Melken (1920/1921)
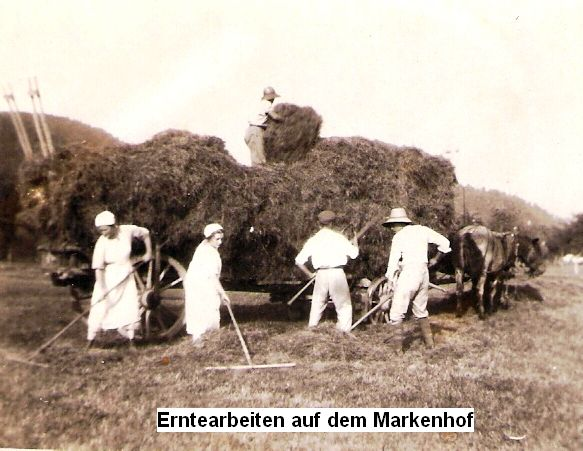
Markenhof-Eleven bei der Ernte
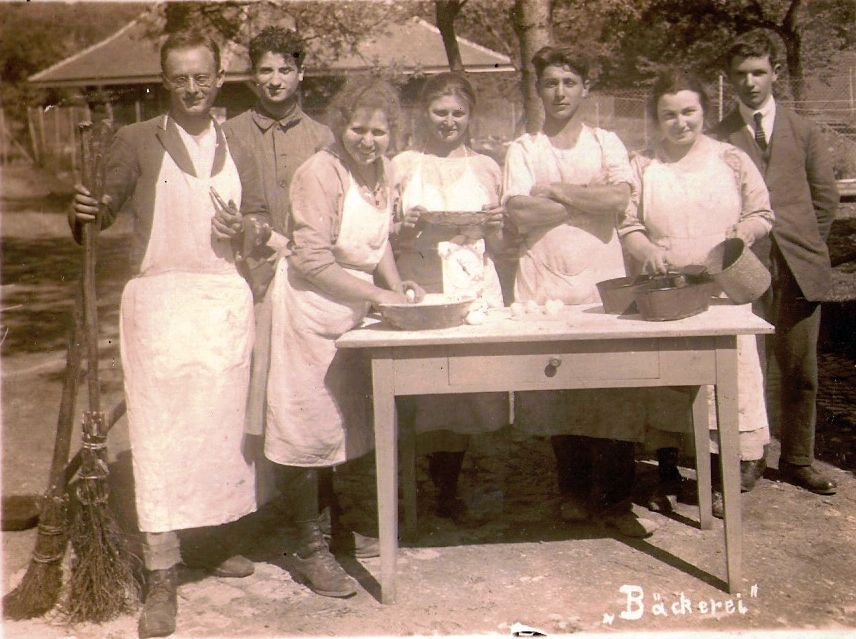
Markenhof-Eleven bei der Backvorbereitung
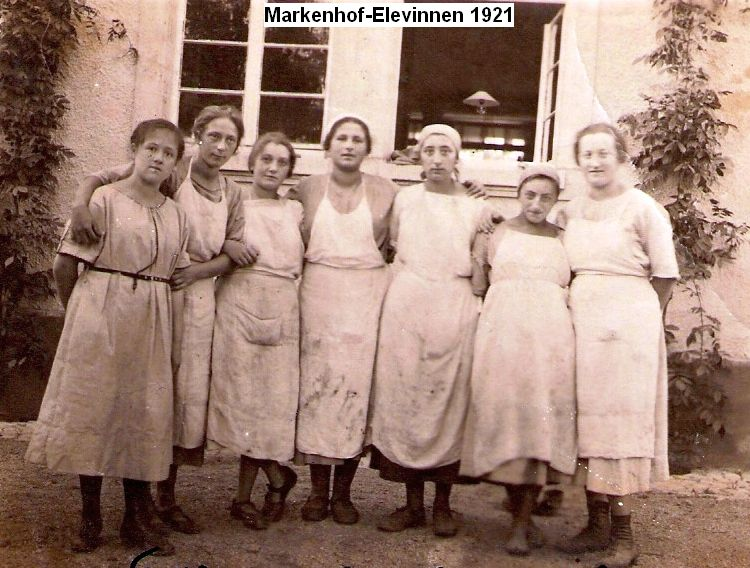
Markenhof-Elevinnen 1921
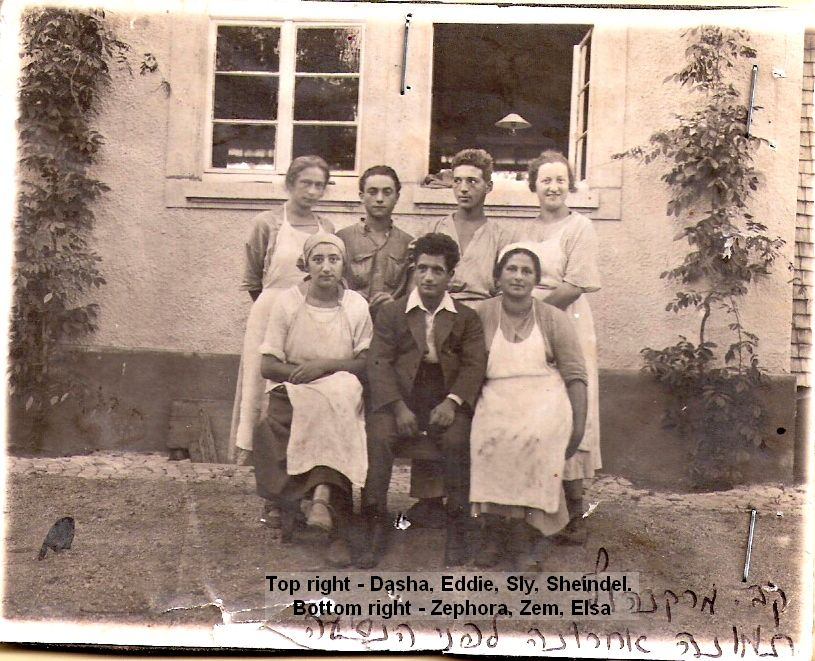
Markenhof Elevinnen und Eleven 1921
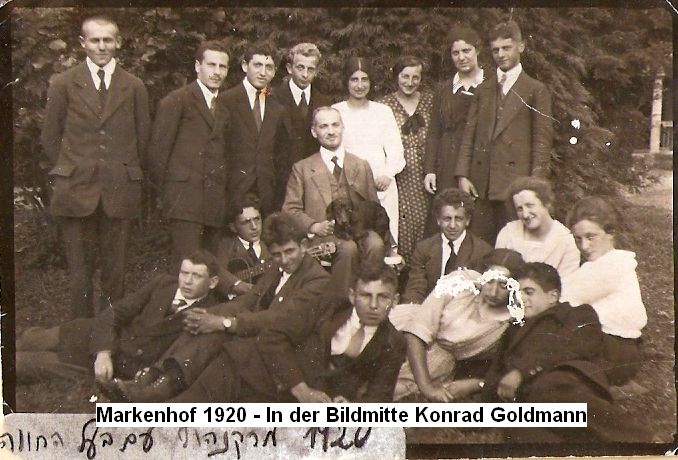
Sitzend in der Bildmitte: Markenhof-Gründer Konrad Goldmann

### Vom Kewuzat Markenhof zum Kibbuz Beit Zera

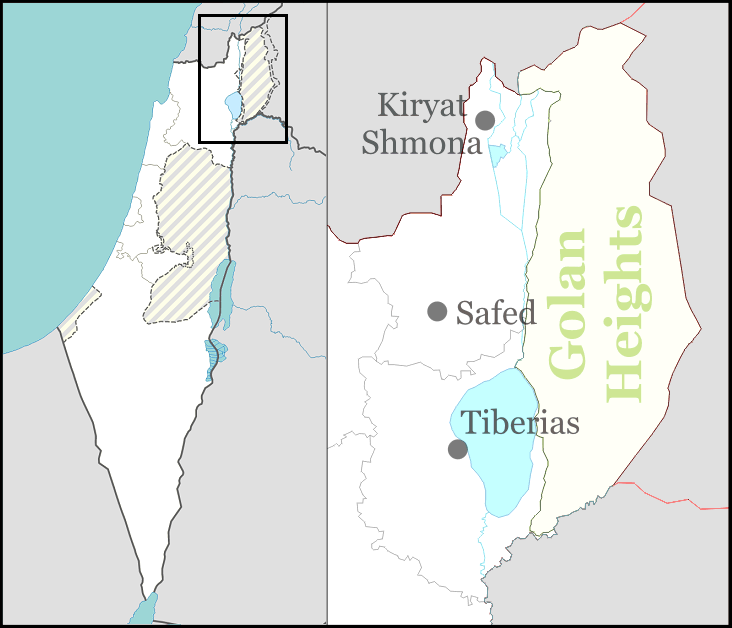
Die Nordregion Israels

Ein Jahr nach Rosolios Bericht wanderte im Dezember 1921 eine erste Pioniergruppe aus vier Frauen und drei Männern nach Palästina aus. Zuvor, im Juni 1921, hatten sie Gelegenheit, sich von Arthur Ruppin über die Situation in Palästina informieren zu lassen. Ruppin erwähnte diesen Besuch auf dem Markenhof in seinen Briefen, Tagebüchern, Erinnerungen in einem Tagebucheintrag vom 20. Juni 1921, in dem er vermerkte, dass er am vorangegangenen Mittwoch zusammen mit seiner schwangeren Frau Hanna und „mit dem Ingenieur Goldmann nach dem von ihm gegründeten Lehrgut Markenhof (bei Freiburg)“ gefahren sei, „wo 20 junge Leute landwirtschaftlich für Palästina ausgebildet werden“.
Die erste Station in Palästina war für die Gruppe Ein Ganim, eine 1908 als erste Moschaw gegründete Siedlung, die 1937 nach Petach Tikwa eingemeindet wurde.
1923 musste die Gruppen Ein Ganim verlassen. Sie ließen sich in Rub-al-Nazra in der Jesreelebene nieder, wo allerdings auch noch eine zweite Gruppe angesiedelt wurde. Da der Platz für zwei Gruppen nicht reichte, zogen im Oktober 1926 die inzwischen 23 Markenhofer zusammen mit einigen Tschechen an einen neuen Siedlungsort um. Diesen fanden sie nur wenige Kilometer unterhalb des Südendes des Sees Genezareth im Jordantal in der Nähe von Degania auf dem Gelände des verlassene arabischen Dorfes Um-Djuni. Ihre ersten Hütten wurden im Sommer 1927 durch ein Erdbeben vernichtet. Doch sie ließen sich dadurch nicht entmutigen und feierten am 20. September 1927 die Einweihung ihrer neuen Siedlung, die – nach einigen anderen Benennungen – den Namen Beit Zera (Saathaus) erhielt. Er war der vierte im Jordantal gegründete Kibbuz.
Von den Gründungsmitgliedern von Beit Zera hatten etwa 20 ihre Ausbildung auf dem Markenhof absolviert.
| Nachname   | Geburtsname | Vorname           | Herkunft: Stadt (Land) | Mitgliedschaft in einem Jugendverband | Ausbildungsstätte | Einwanderung nach Palästina | Beitritt zum Kibbuz Beit Zera oder seinen Vorgängern |
| Efrat      | Goitein     | Theodora (Dorle)  | Frankfurt am Main      | Blau-Weiß & Hechaluz                  | Markenhof         | 1925                        |                                                      |
| Ziv        | Silberstein | Zem               |                        | Blau-Weiß & Hechaluz                  | Markenhof         | 1921                        |                                                      |
| Karmel     | Deutsch     | Zippora (Zephora) | Wyschnyzja (Bukowina)  | Blau-Weiß                             | Markenhof         | Dezember 1921               |                                                      |
| Mohn       | Part        | Margot            | Frankfurt am Main      |                                       | Markenhof         | 1924                        |                                                      |
| Mohn       |             | Alexander (Alex)  | Berlin                 |                                       | Markenhof         | 1923                        |                                                      |
| Eliasberg  |             | Georg             | Berlin                 |                                       | Markenhof         | 1927                        |                                                      |
| Karmel     | Jehuda      |                   | Krakau (Polen)         | Kommunistische Jugend                 | Markenhof         | 1924                        |                                                      |
| Porat      | Kahane      | Scheindel         | Krakau                 |                                       | Markenhof         | Dezember 1921               |                                                      |
| Zimmermann | Baumritter  | Judith (Henny)    | Frankfurt am Main      | Blau-Weiß & Hechaluz                  | Markenhof         | 6. März 1923                |                                                      |

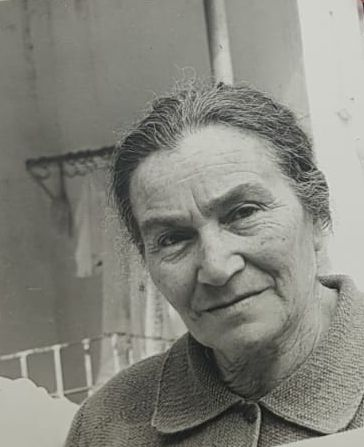
Dorle Efrat (geborene Goitein), ein Gründungsmitglied von Beit Zera

Für zwei Personen, die ihre Ausbildung auf dem Markenhof absolvierten, gibt es einige weiterführende Hinweise, Dorle Goitein und Ernst Fraenkel. Zu den Gründerinnen und Gründern von Beit Zera zählt allerdings nur Dora Goitein, während über Ernst Fraenkel viele Details der Arbeit auf dem Markenhof nachvollziehbar werden:

#### Dorle Goitein
Theodora (Dorle) Goitein (verheiratete Efrat) (1905–1998) ist die Tochter von Jakob Löb Goitein. Ihr Cousin ist Shlomo Dov Goitein, der sie 1924 auf ihrer Reise nach Palästina begleitete.

#### Ernst Fraenkel
Das frühe Leben von Ernst Fraenkel (* 28. Juni 1902 in Frankfurt am Main; † 18. September 1992 in London, beerdigt auf dem Sanhedria Cemetery in Jerusalem) lässt sich in den Arbeiten von Ulrich Tromm nachvollziehen. Tromm führte ausführliche Interviews mit Fraenkel in Jerusalem und veröffentlichte Auszüge davon in dem Buch Juden : Innenansichten vergangener Lebenswelten. Darauf basiert auch der unten unter Quellen aufgeführte Text von Tromm. Ende der 1990er Jahre verfasste Tromm dann einen Aufsatz über den Markenhof, in dem er auch Ernst Fraenkel porträtierte, wiederum im Rückgriff auf das frühere Interview. Diese letzten beiden Publikationen von Tromm sind die Basis für die nachfolgenden Ausführungen über Ernst Fraenkel.
Fraenkels Vater war ursprünglich ein jüdischer Viehhändler in Worms, der nach Frankfurt am Main umzog und dort ein Knopfunternehmen übernahm. Ernst Fraenkel, der bis zu seinem vierzehnten Lebensjahr eine jüdische Schule in Frankfurt besuchte und danach das Goethe-Gymnasium, bezeichnete seine Familie als sehr orthodox.:S. 14 Auf Betreiben seiner Mutter wurde er als Schüler und während des Ersten Weltkriegs Mitglied im Blau-Weiß. Als Fünfzehnjähriger übernahm er dort Führungsfunktionen und wurde Redakteur der Frankfurter Blau-Weiss-Blätter. Zugleich gehörte er einem Zirkel an, dem auch Martin Buber, Franz Rosenzweig, Ernst Simon, Nahum Norbert Glatzer und Nehemia Anton Nobel angehörten.:S. 14
Fraenkel hatte in der Schule keine Probleme durch sein offenes Eintreten für den Zionismus und vertrat nach Tromm und in Anlehnung an Kurt Blumenfeld einen postassimilatorischen Zionismus. Er begann zu studieren und wurde Mitglied im Kartell Jüdischer Verbindungen.:S. 15
1922 brach Fraenkel sein Studium in Heidelberg ab und zog auf den Markenhof. Tromm stellt in dem Zusammenhang einen Bezug her zum Tod eines Frankfurter Mentors von Fraenkel: „Der Abbruch des Studiums in Heidelberg und der Umzug auf den Markenhof erfolgte im März 1922, nach dem Tod des Rabbiners Nobel, dessen Schüler er war.“:S. 15
Über seine Arbeit auf dem Markenhof berichtete Fraenkel in dem 1987er Interview: „Ich habe die Arbeit geliebt, obwohl ich von der Universität kam. Außerdem ist es etwas eigenartig, was bei einem im Kopf vorgeht, wenn man... Ich hatte sehr viel andere Interessen, ich hatte Talmud gelernt, Hebräisch gelernt und dergleichen. Ich war engagierter Zionist‚ stand also ziemlich im geistigen Leben. Und plötzlich leistete ich hundertprozentig physische Arbeit. Zunächst wurde mein Kopf vollkommen verrückt. Die Umstellung in den ersten Wochen war sehr schwer, in dem Sinne, daß ich meinen Kopf nicht mehr anwenden konnte. Ich mußte dauernd körperlich arbeiten, und die Umstellung war schwer. Aber dann hatte man das Alte und das Neue. Dann war man eben viel mehr empfänglich für all das Schöne, das es gab.“
Nach der Schließung des Markenhofs setzte Fraenkel seine Ausbildung in einer landwirtschaftlichen Maschinenwerkstatt fort. Er wanderte aber nicht nach Palästina aus, sondern musste aus familiären Gründen in das Geschäft seines Vaters eintreten. Gleichwohl engagierte er sich weiter für den Zionismus und die Vorbereitung auf die Auswanderung nach Palästina und war „an der Einrichtung einer religiös ausgerichteten Hachschara in Betzenrod bei Fulda beteiligte. Das Lehrgut, für das Fraenkel half, die finanziellen Mittel aufzubringen, nahm 1927 seinen Betrieb auf und übernahm zum Teil Eleven aus dem bereits geschlossenen Markenhof, möglicherweise auf das Bestreben Ernst Fraenkels hin.“ Tromm erwähnte in diesem Zusammenhang Franz Heinebach, einen Freund Fraenkels aus Frankfurter Blau-Weiß-Zeiten, der später unter dem Namen Perez Urieli ein bekannter Erzieher in Israel wurde.:S. 15 Nach Valentin Senger war der „begeisterte Zionist“ Hainebach aber bereits 1925 nach Palästina ausgewandert und dürfte somit kaum noch eine Ausbildung in Betzenrod absolviert haben.

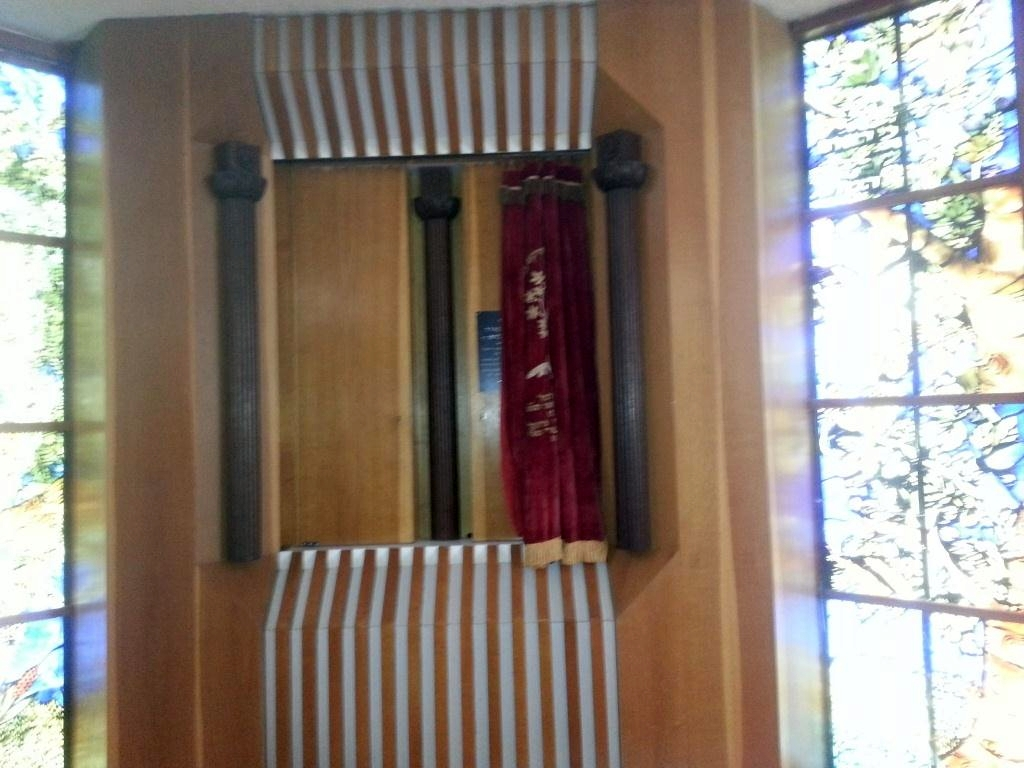
Thoraschrein in Beth HaEmeq mit den Holzsäulen vom Markenhof

Tromms Interview mit Ernst Fraenkel endete faktisch mit dessen Rückkehr in den elterlichen Betrieb und seiner Nicht-Auswanderung nach Palästina, wohin er erst viel später übersiedelte. Er heiratete die Historikerin Ella Ziona Nehama Goitein (1904–1998), eine Cousine von Dorle und Shlomo Dov Goitein, und besuchte nach dem Ende des Zweiten Weltkriegs noch zweimal den Markenhof. Er erinnerte sich dabei an die kleine Synagoge des Markenhofs und fand in dem ehemaligen Toraschrein noch zwei Holzsäulen. „Ich erhielt die Erlaubnis, diese Holzsäulen herauszunehmen und diese zum Kibbuz meines Sohnes - nach Beth HaEmeq im Galil bei Naharia - zu überführen. Und diese Säulen sind heute in einem heiligen Ladenschrank eingebaut. Ich habe dort eine Synagoge errichtet und diese Säulen aus dem Markenhof hineingebaut. Diese drei Säulen stehen dort, zur ewigen Erinnerung, und auch eine Erinnerungsplakette an Konrad Goldmann.“ Die Einweihung der Synagoge mit den Erinnerungsstücken an den Markenhof fand 1975 in Beth HaEmeq statt. An der Zeremonie nahmen sowohl Nachkommen von Konrad Goldmann teil, als auch ehemalige Markenhof-Eleven.
In Beth HaEmeq erinnern auch Gedenktafeln an den im Sammellager Drancy umgekommenen Konrad Goldmann und an den Markenhof.

## Die Synagoge auf dem Markenhof

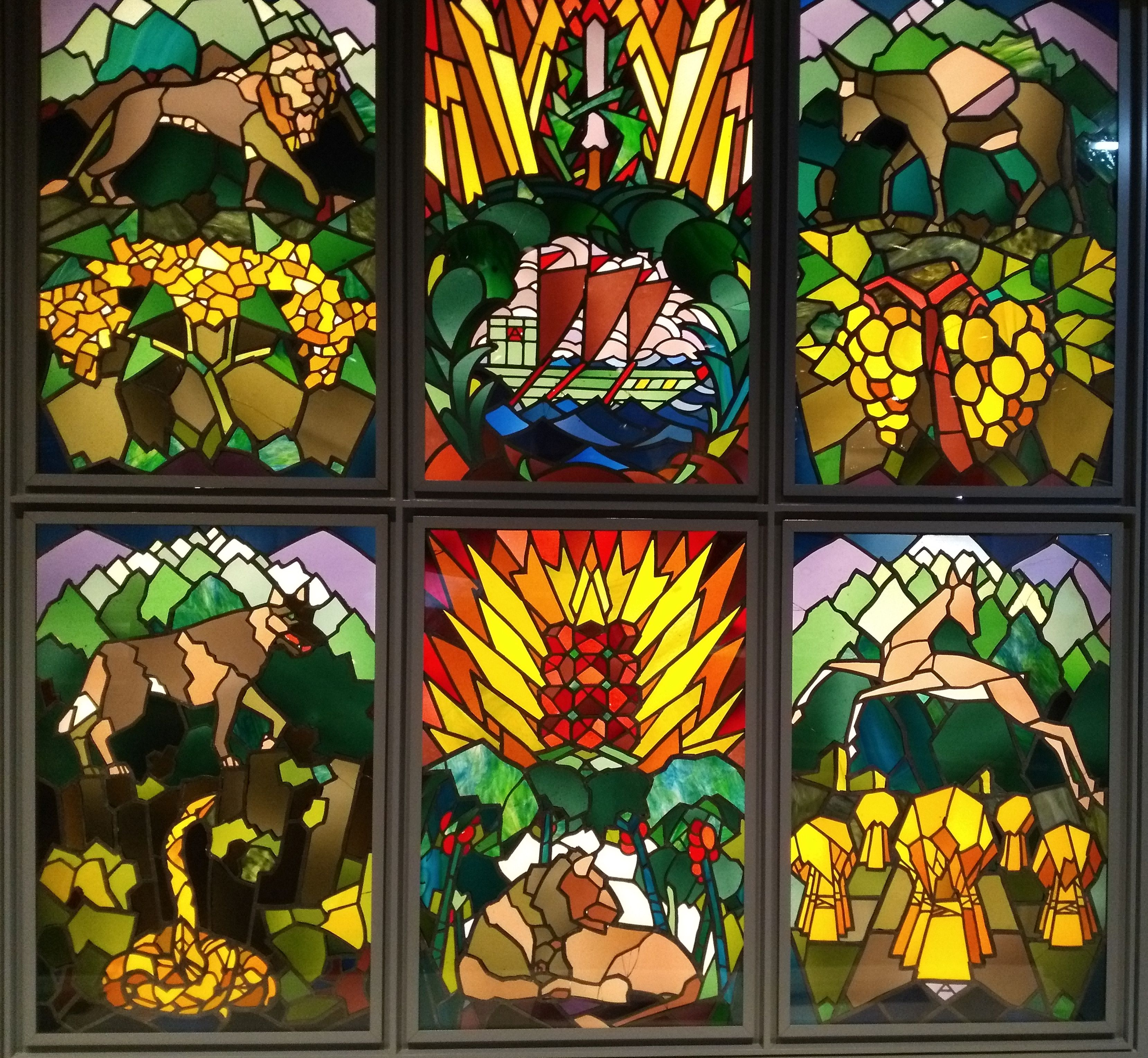
Die Synagogenfenster Friedrich Adlers, „12 Stämme Israels“ (mit freundlicher Genehmigung von Ruben Frankenstein)

Schon Werner Rosolio erwähnte 1920 „eine kleine Synagoge, schön eingerichtet, mit bunten Fenstern“. Detaillierter wird diese von Ernst Schäll beschrieben. „Dieser Synagogenraum für ca. 35 Personen ist mit Wandtäfelung, Kassettendecke und der Nische für den einstigen Toraschrein, sowie dem quadratischen Fenster, in dem einst die 12-Stämme-Fenster eingebaut waren, bis heute erhalten.“ Diese Synagoge war von Konrad Goldmann nach seinem Erwerb des Markenhofs eingerichtet worden, und er ließ sie auch mit besonderen Fenstern ausstatten. Bei ihnen handelte es sich um Bleiglasfenster, die von Friedrich Adler aus Laupheim entworfen und von Eduard Stritt ausgeführt worden waren und in deren Motiven die 12 Stämme Israels dargestellt waren.
Obwohl Goldmann den Markenhof 1925 an das Evangelische Stift verkaufen musste, erlaubten ihm die Nachbesitzer 1931 den Ausbau der Synagogenfenster. Er schenkte sie noch im selben Jahr Meir Dizengoff, der sie dann an das von ihm 1932 gegründete Tel Aviv Museum of Art übergab. Dieses Museum, das damals noch den Namen von Meirs verstorbener Frau Zina trug, befand sich in deren gemeinsamen Wohnhaus, der späteren Independence Hall. Friedrich Adler, der 1942 in Auschwitz ermordet wurde, bereiste 1936 Palästina und sah im Kunstmuseum in Tel Aviv noch einmal seine Markenhof-Fenster.
Die Synagogenfenster, die nach Auskunft der Chefkuratorin des ANU – Museum of the Jewish People (ANU) weiterhin Eigentum des Tel Aviv Museum of Art sind, werden heute im ANU ausgestellt und können auch auf dessen Webseite besichtigt werden. Kopien der Fenster sind im Museum zur Geschichte von Christen und Juden in Laupheim zu sehen.
Weitere Elemente der Synagoge konnten – siehe oben – mit Hilfe von Ernst Fraenkel nach dem Zweiten Weltkrieg nach Israel gebracht werden.

## Der Markenhof zwischen 1925 und 1960
1925 kaufte das Evangelische Stift den Markenhof und verpachtete ihn an Heinrich Bachmann, der ihn bis 1930 als landwirtschaftliches Pachtgut bewirtschaftete. Ihm folgte als Pächter sein Schwiegersohn Johannes Zeisset, der dies bis 1967 blieb. Die Pächterfamilie bewirtschaftete den überwiegenden Teil des Gutes und bewohnte die gesamte Pachtzeit über das Haupthaus des Hofes.
Auf einem kleinen Teil des Gutsgeländes und in einem Nebengebäude wurde 1926 die erste Christliche Bauernhochschule Badens eröffnet. Wie aus einem Bericht aus dem Jahre 1932 hervorgeht, orientierte sich diese an dem von Nikolai Frederik Severin Grundtvig entwickelten Konzept der dänischen Heimvolkshochschulen und bot in Winterkursen eine Fortbildung für Jungbauern an, denen eine Art Multiplikatorenfunktion innerhalb der Bauernschaft zugedacht war.

„Wer die Bedeutung eines starken und kultuell gehobenen Bauernstandes für ein um seine Lebensberechtigung ringendes Volk kennt, der weiß, daß sich eine christliche Bauernhochschule nicht nur auf die Vermittlung von allerhand Kenntnissen beschränken kann. Das grundsätzlich Neue liegt in ihrem Charakter als Bildungsgemeinschaft; ihr Wirken geht in die Tiefe, nicht in die Breite. Dem geistig strebsamen, reifen Jungbauern soll hier der innerste Kern einer deutschen christlichen Bildung zugänglich gemacht werden. Deshalb erscheint es notwendig, zur Erhöhung der Wirksamkeit eine Auslese begabter, innerlich tätiger Menschen zu treffen, um diese als Keimzellen in die Landgemeinden zu verpflanzen. Es wäre unserem Landvolke nicht damit gedient, wenn wir ihm eine neue höhere Lernschule schafften. Durch geistige Arbeit muß hier ein Idealismus entbunden werden, der den beruflich tätigen Menschen belebt und in ihm eine aufbauende Kraft erzeugt. Dieser Idealismus fordert die Haus- und Lebensgemeinschaft,  d i e   c h r i s t l i c h e   F a m i l i e  – das Gemeinschaftsleben in der Bauernhochschule.“

Kurze Zeit nachdem Reinmuth diesen Bericht vorgelegt hatte, gab es im Sommer 1932 Gespräche über eine Zusammenarbeit mit der 1931 gegründeten Badischen Bauernschule auf Burg Ittendorf, wie aus einem Schreiben von Pfarrer Wilhelm Bornhäuser, dem damaligen Leiter des Evangelischen Stifts, hervorgeht.

„Wie Ihnen vielleicht bekannt sein dürfte, wurden im Laufe des Sommers mit dem Vorstand des Vereins Bad. Bauernschule […] dahinzielende Verhandlungen gepflogen, die Einrichtung der Bauernschule Ittendorf, ebenso wie diejenige des Evang. Stifts Freiburg auf dem Markenhof auf konfessioneller Grundlage zu gestalten. Das kath. Ordinariat hier und der Ev Oberkirchenrat in Karlsruhe würden diese Lösung freudig begrüssen.“

Wie eng diese Kooperation war, lässt sich aus den Unterlagen nicht mehr ermitteln, und ebenso wenig der Grund für die Schließung der Einrichtung. Die Badische Bauernschule wurde bereits 1933 zwangsaufgelöst. Ob dieses Schicksal auch der Christlichen Bauernhochschule auf dem Markenhof widerfuhr, oder ab diese 1934 aus finanziellen Gründen an die Landesbauernschaft abgegeben werden musste und im Geiste der nationalsozialistischen Ideologie weitergeführt wurde, wie Ruben Frankenstein schreibt, ist unklar. Sicher ist allerdings, dass es 1935 zu einem Besitzwechsel kam: Georg Miedtke, Geschäftsführer einer Hamburger Eisenwarenexportfirma, der mit seiner Familie in Monterrey (Mexiko) lebte, kaufte den Hof. „Es war vorgesehen, dass sein jüngerer Sohn, der eine Landwirtschaftsschule besuchte, ihn eines Tages übernehmen sollte. Nur deshalb war der Erwerb im Dritten Reich überhaupt möglich.“ Von dem Besitzwechsel unberührt blieb das Pachtverhältnis mit Johannes Zeisset, der kein Mitglied der NSDAP wurde und dem 1935 die Berechtigung zur Ausbildung junger Landwirte als Lehrherr aberkannt worden war, weil er noch mit jüdischen Viehhändlern verkehrte und mit ihnen Geschäfte machte.
Vermutlich auf dem vorher von der Christlichen Bauernhochschule genutzten Teil des Markenhofs richtete im Jahr 1937 der Reichsarbeitsdienst eine Ausbildungsstätte für die weibliche Jugend (Arbeitsmaiden) ein. Mädchen und junge Frauen wurden hier als Hilfskräfte für den Haushalt oder als ländliche Hilfen für die Landwirtschaft ausgebildet. „Das Arbeitslager Markenhof wurde allgemein als ein Musterbetrieb in Süddeutschland bezeichnet.“
Nach dem Ende des Zweiten Weltkriegs nutzte das Evangelische Stift einen Teil des Markenhofs als Waisenhaus und Kinderheim. „Die Kinder konnten zuerst in einem Barackenraum, später in einem zur “Heimschule” umgebauten Hühnerstall untergebracht werden. Diese Übergangslösung dauerte bis 1959“. Diese Beschreibung passt auf die von der Christlichen Bauernhochschule und dem Reichsarbeitsdienst genutzten Teile des Markenhofs; der landwirtschaftliche Betrieb der Familie Zeisset blieb davon unberührt und bestand noch, wie oben schon erwähnt, noch bis 1967 fort.

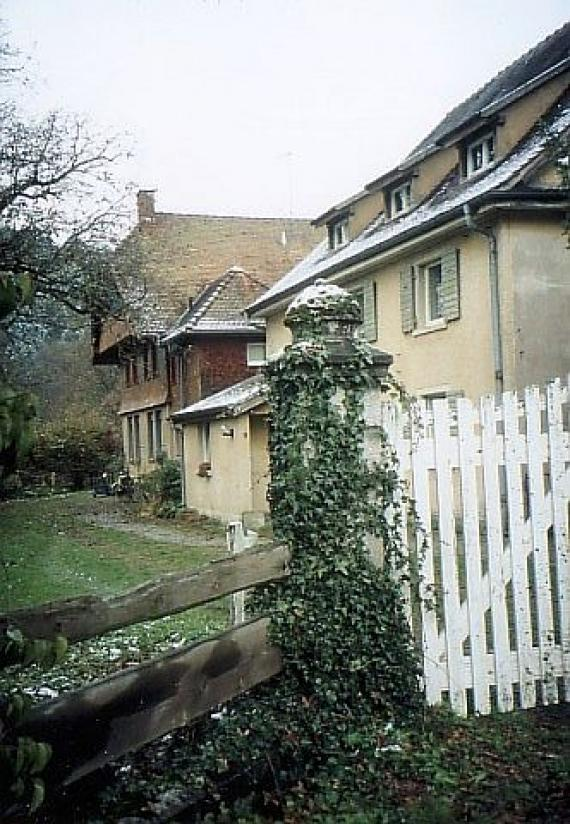
Ehemaliges Hachschara-Zentrum Markenhof bei Kirchzarten (Oktober 2004; Alemannia Judaica, J. Krüger, CC-by-SA 4.0)

## Der Markenhof heute
Der Markenhof befindet sich weiterhin – nun in dritter Generation – im Besitz der Familie Miedtke. Es wird Obst angebaut, gekeltert und in einer eigenen Hausbrennerei zu Edelbränden verarbeitet. Wann genau Rolf Miedtke als Erbe seines gefallenen Bruders das Anwesen übernahm und ob er zunächst seine Aktivitäten auf die seit dem Auszug des Evangelischen Stifts frei gewordenen Areale beschränkte, ist unklar. Doch begann mit ihm eine neue Ära. „Umfangreiche Instandsetzungsarbeiten, zu deren Finanzierung einige Grundstücke verkauft werden mussten, waren nötig, wobei er selbst kräftig mit Hand anlegte. Dann hat er 20 Jahre lang einen Teil der Flächen bewirtschaftet. Vor allem die vorhandene Streuobstwiese bot eine Grundlage, denn es lag auch noch von alters her ein Brennrecht auf dem Hof. Ein anderer Teil der landwirtschaftlichen Flächen wurde an eine Forstbaumschule verpachtet. Vier Söhne zog er mit seiner Frau auf diesem Hof groß, von denen der zweitälteste, promovierter Landwirt, seit 1995 das Gut übernommen und zu einer Obstbaumplantage umgewandelt hat.“ Rolf Miedtke (1919–2006) war eigentlich Arzt, praktizierte aber seit der Übernahme des Markenhofes nicht mehr. Seit 1978 betätigt er sich als Kunstmaler.
Das Gebäudeensemble des Markenhofs soll in seinen Umrissen noch dem Stand von 1919–1925 entsprechen, teilweise nun aber für die private Wohnnutzung umgebaut.
Beim Gedenkabend an die Befreiung des Konzentrationslagers Auschwitz am 27. Januar 2020 in Freiburg stand auch die Erinnerung an die jüdische Geschichte des Markenhofs im Fokus. An der Veranstaltung nahm Shaked Ashkenazi teil, die Urenkelin der vom Markenhof nach Palästina ausgewanderten Dorle Efrat (siehe oben), die zu den Gründerinnen von Beit Zera gehörte. Die fünfunddreißigjährige Shaked Ashkenazi lebte selber bis zu ihrem 20. Lebensjahr in Beit Zera.